# 霧島都市圏
霧島都市圏（きりしまとしけん）は、鹿児島県霧島市を中心とする都市圏である。

## 都市雇用圏（10% 通勤圏）
金本良嗣・徳岡一幸によって提案された都市圏。細かい定義等は都市雇用圏に則する。一般的な都市圏の定義については都市圏を参照のこと。
- 10% 通勤圏に入っていない町村は、各統計年の欄で灰色かつ「-」で示す。

| 自治体 ('80) | 1980年 | 1990年                | 2000年                 | 2005年                 | 2010年                 | 2015年                 | 自治体 （現在） |
| ------------ | ------ | --------------------- | ---------------------- | ---------------------- | ---------------------- | ---------------------- | --------------- |
| 国分市       | -      | 国分 都市圏 9万1445人 | 国分 都市圏 10万4069人 | 国分 都市圏 10万4621人 | 霧島 都市圏 13万9082人 | 霧島 都市圏 13万6184人 | 霧島市          |
| 霧島町       | -      | 国分 都市圏 9万1445人 | 国分 都市圏 10万4069人 | 国分 都市圏 10万4621人 | 霧島 都市圏 13万9082人 | 霧島 都市圏 13万6184人 | 霧島市          |
| 隼人町       | -      | 国分 都市圏 9万1445人 | 国分 都市圏 10万4069人 | 国分 都市圏 10万4621人 | 霧島 都市圏 13万9082人 | 霧島 都市圏 13万6184人 | 霧島市          |
| 福山町       | -      | 国分 都市圏 9万1445人 | 国分 都市圏 10万4069人 | 国分 都市圏 10万4621人 | 霧島 都市圏 13万9082人 | 霧島 都市圏 13万6184人 | 霧島市          |
| 溝辺町       | -      | -                     | -                      | -                      | 霧島 都市圏 13万9082人 | 霧島 都市圏 13万6184人 | 霧島市          |
| 横川町       | -      | -                     | -                      | -                      | 霧島 都市圏 13万9082人 | 霧島 都市圏 13万6184人 | 霧島市          |
| 牧園町       | -      | -                     | -                      | -                      | 霧島 都市圏 13万9082人 | 霧島 都市圏 13万6184人 | 霧島市          |
| 吉松町       | -      | -                     | -                      | -                      | 霧島 都市圏 13万9082人 | 霧島 都市圏 13万6184人 | 湧水町          |
| 栗野町       | -      | -                     | -                      | -                      | 霧島 都市圏 13万9082人 | 霧島 都市圏 13万6184人 | 湧水町          |

- 2005年3月22日 - 姶良郡吉松町・栗野町が合併して、湧水町が発足。
- 2005年11月7日 - 国分市・姶良郡溝辺町・川町・牧園町・霧島町・隼人町・福山町が合併して霧島市が発足。